# Episodi di Diritto di difesa
| N° | Titolo                        |
| -- | ----------------------------- |
| 1  | Fino A Prova Contraria        |
| 2  | Caccia Al Testimone           |
| 3  | Temperamento Criminale        |
| 4  | Testimone D'accusa            |
| 5  | Sequestro Di Speranza         |
| 6  | Crimini D'amore               |
| 7  | Il Colpevole Perfetto         |
| 8  | Diritto Di Cronaca            |
| 9  | Scomparsa Di Una Madre        |
| 10 | Un Tragico Errore             |
| 11 | Onde Rosse (Prima Parte)      |
| 12 | Onde Rosse (Seconda Parte)    |
| 13 | Vizi Privati, Pubbliche Virtù |
| 14 | Nero Metropolitano            |
| 15 | La Legge Della Strada         |
| 16 | Ultime Volontà                |
| 17 | Le Due Verità                 |
| 18 | Settimo: Non Rubare           |
| 19 | La Terra Della Speranza       |
| 20 | La Trappola                   |
| 21 | Giustizia Cieca               |
| 22 | Il Diritto Di Morire          |
| 23 | La Solitudine Del Maratoneta  |
| 24 | Il Mostro Dagli Occhi Verdi   |
| 25 | Il Vaso Di Coccio             |
| 26 | L'ultimo Appuntamento         |